# واحد پیشران فضانوردان

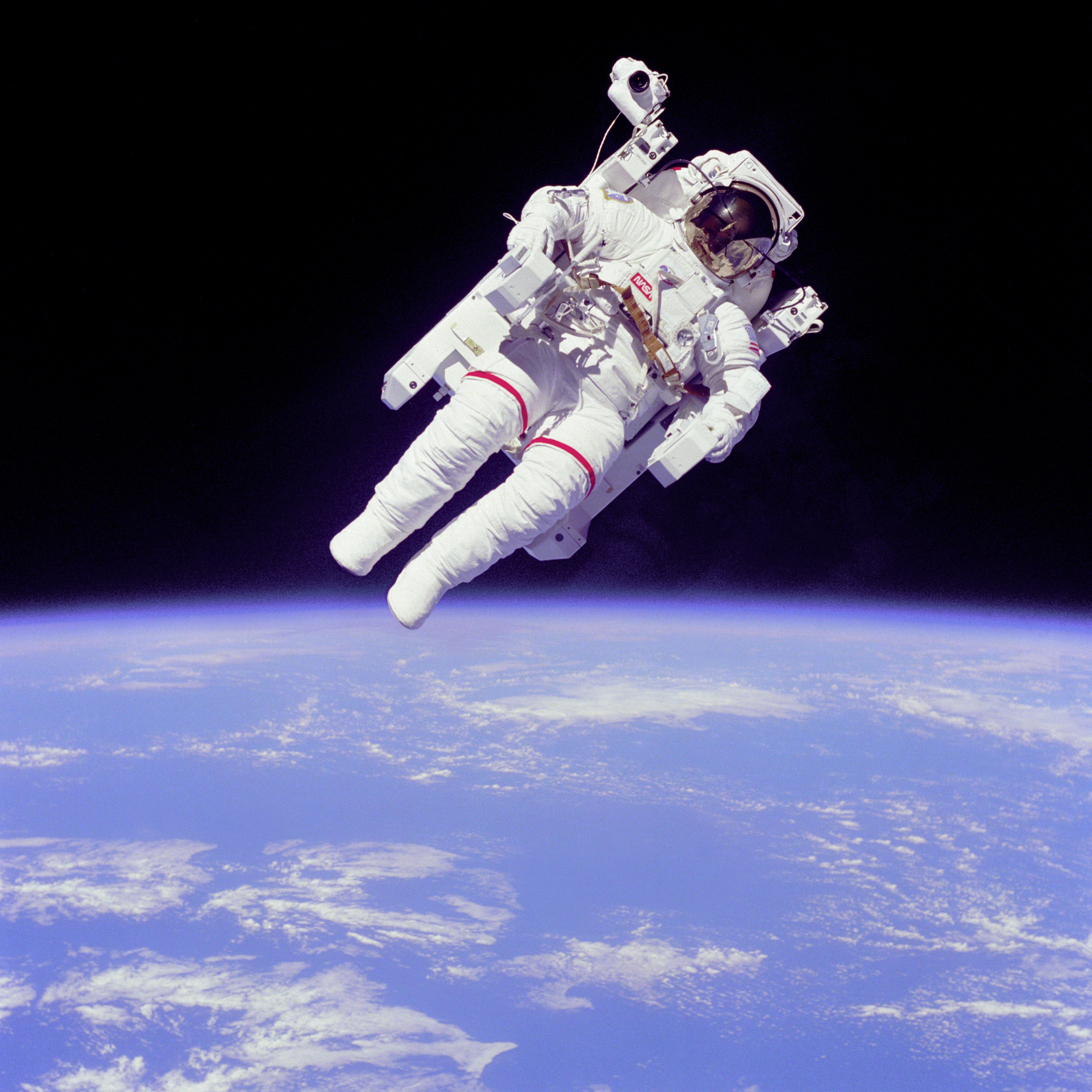
بروس مک کندلس فضانورد آمریکایی از یک واحد مانور سرنشین دار استفاده می‌کند

یک واحد پیشران فضانورد (یا واحد مانور فضانورد) برای حرکت یک فضانورد از سفینه فضایی برای راهپیمایی فضایی استفاده می‌شود. اولین واحد پیشران فضانورد، واحد مانور دستی (HHMU) بود که در جمینای ۴ استفاده شد.

## مدل‌ها

### واحد مانور دستی

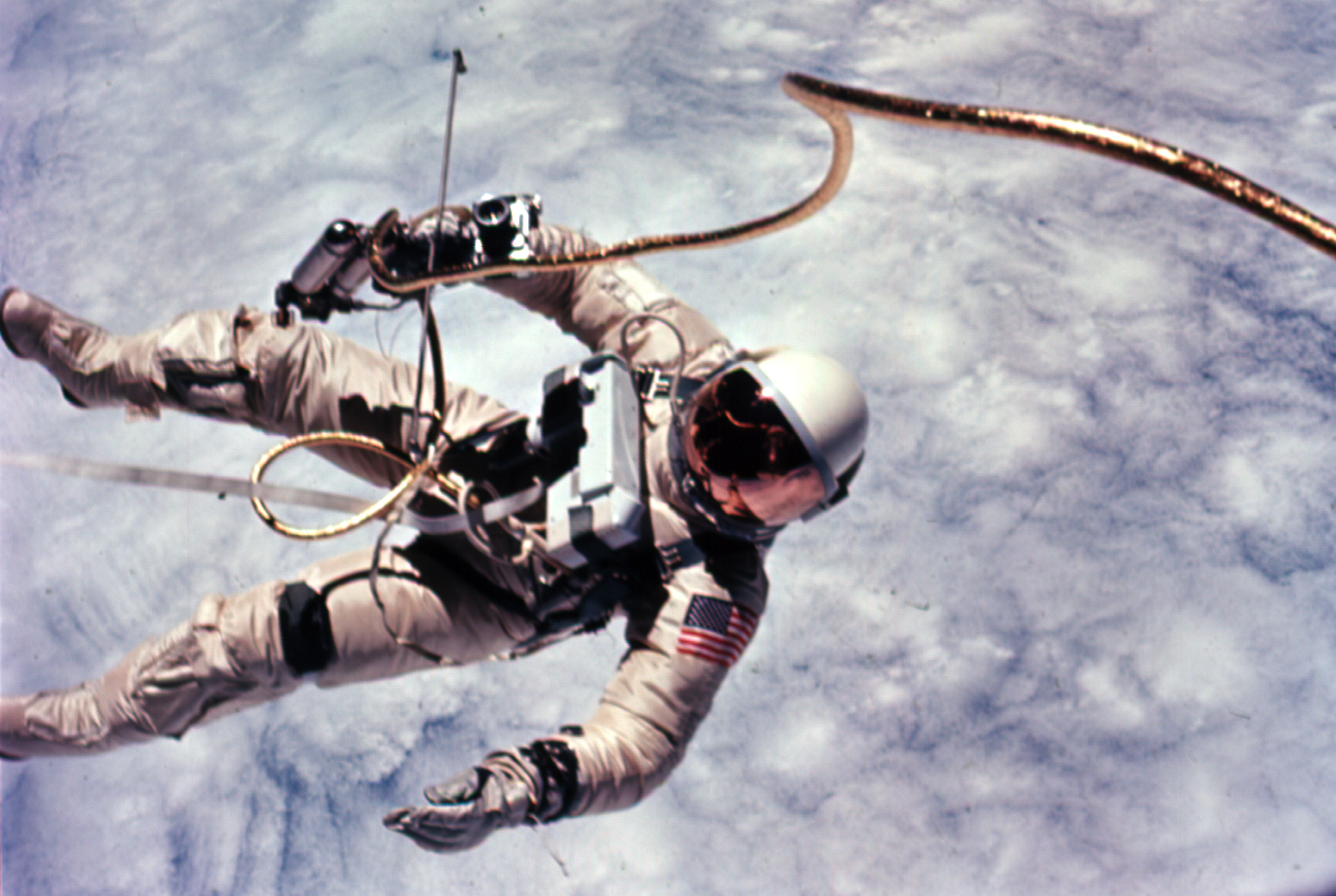
EVA اد وایت.

واحد مانور دستی، یک تفنگ در راه‌پیمایی فضایی «زیپ» بود که توسط اد وایت در مأموریت جمینای ۴ در سال ۱۹۶۵ استفاده شد. تفنگ دستی چندین پوند نیتروژن را در خود نگه می‌داشت، و امکان حرکت محدود در اطراف پروژه جمینایرا فراهم می‌کرد. همچنین توسط فضانورد مایکل کالینز در مأموریت جمینای ۱۰ در سال ۱۹۶۶ استفاده شد.

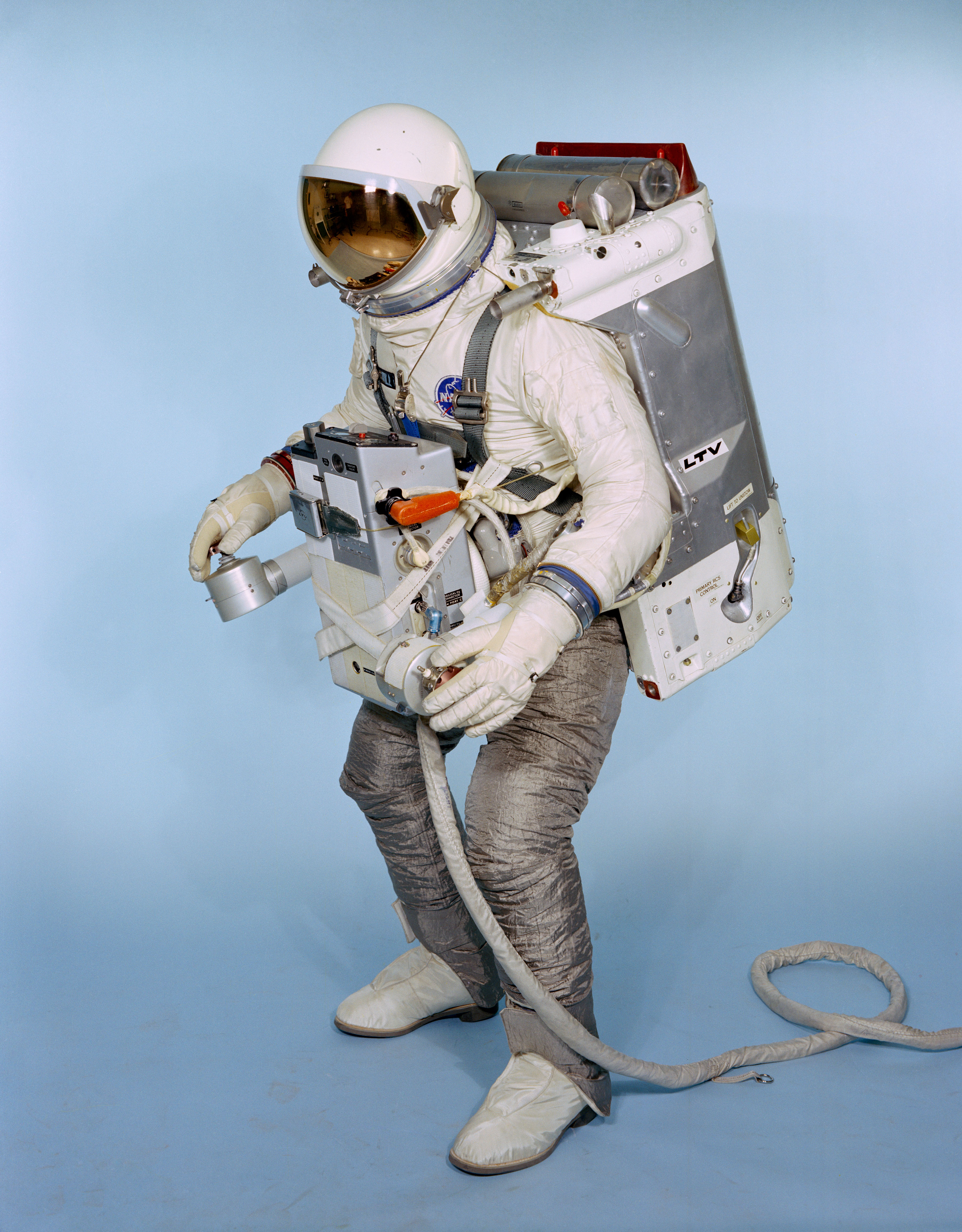
آ.ام. یو